# Österrikisk gemsrot
Österrikisk gemsrot (Doronicum austriacum) är en växtart i familjen korgblommiga växter som förekommer i centrala, östra och södra Europa, till västra Turkiet. Arten odlas som trädgårdsväxt i Sverige.

## Synonymer
Doronicum orphanidis Boiss.
Doronicum macrophyllum Fisch. nom. illeg.
Doronicum austriacum f. longisepala M.Gajic
Doronicum austriacum f. monocephala M.Gajic